# Уб (река)
Уб је река у Србији у западном делу земље у региону Тамнаве. Извире на падинама планине Влашић и тече према североистоку кроз град Уб све до ушћа у Тамнаву. Дуга је 57 km.

## Ток
Извор реке је на северним обронцима Влашића на висини од око 450 m у близини места Осечина у Подгорини.
У горњем делу тока река протиче поред села Дружетић, Памбуковица и Чучуге, где прима своју леву притоку Буковицу. У средишњем току су места Тврдојевац, Звиздар и градић Уб, који је добио име по реци.
Уб тече скоро паралелно са Тамнавом у коју се улива код села Рупљани на 84 m надморске висине. Река није пловна. Површина слива Уба је око 270 km², а припада Црноморском сливу. Сматра се да назив потиче од келтске речи "амбе" што значи речица или поток.